# Sárkeresztúr
Sárkeresztúr est un village et une commune du comitat de Fejér en Hongrie.